# クロード・ジロー
クロード・ジロー（Claude Gillot、1673年4月28日 - 1722年5月4日）18世紀初めの画家、版画家、舞台芸術家である。イタリア喜劇の舞台を主題にした作品を描いた。ロココ絵画を代表する画家のアントワーヌ・ヴァトーやニコラ・ランクレは、ジローに師事した。

## 略歴
フランス、オート＝マルヌ県のラングルの工芸家の息子に生まれた。父親の工房で装飾技術を学んだ後、1691年にパリに出て、画家、版画家のジャン＝バティスト・コルネイユ(Jean-Baptiste Corneille)のスタジオに入った。すぐに師を離れて独立し、自らのスタジオを開き、このスタジオで、アントワーヌ・ヴァトーは1708年まで数年間学んだ。
1715年に神話を題材とした絵画で王立絵画彫刻アカデミーの会員に選ばれた。その後風俗画を得意とし、オペラなどの舞台や衣装デザインを行い、書籍の挿絵も描いた。

## 作品

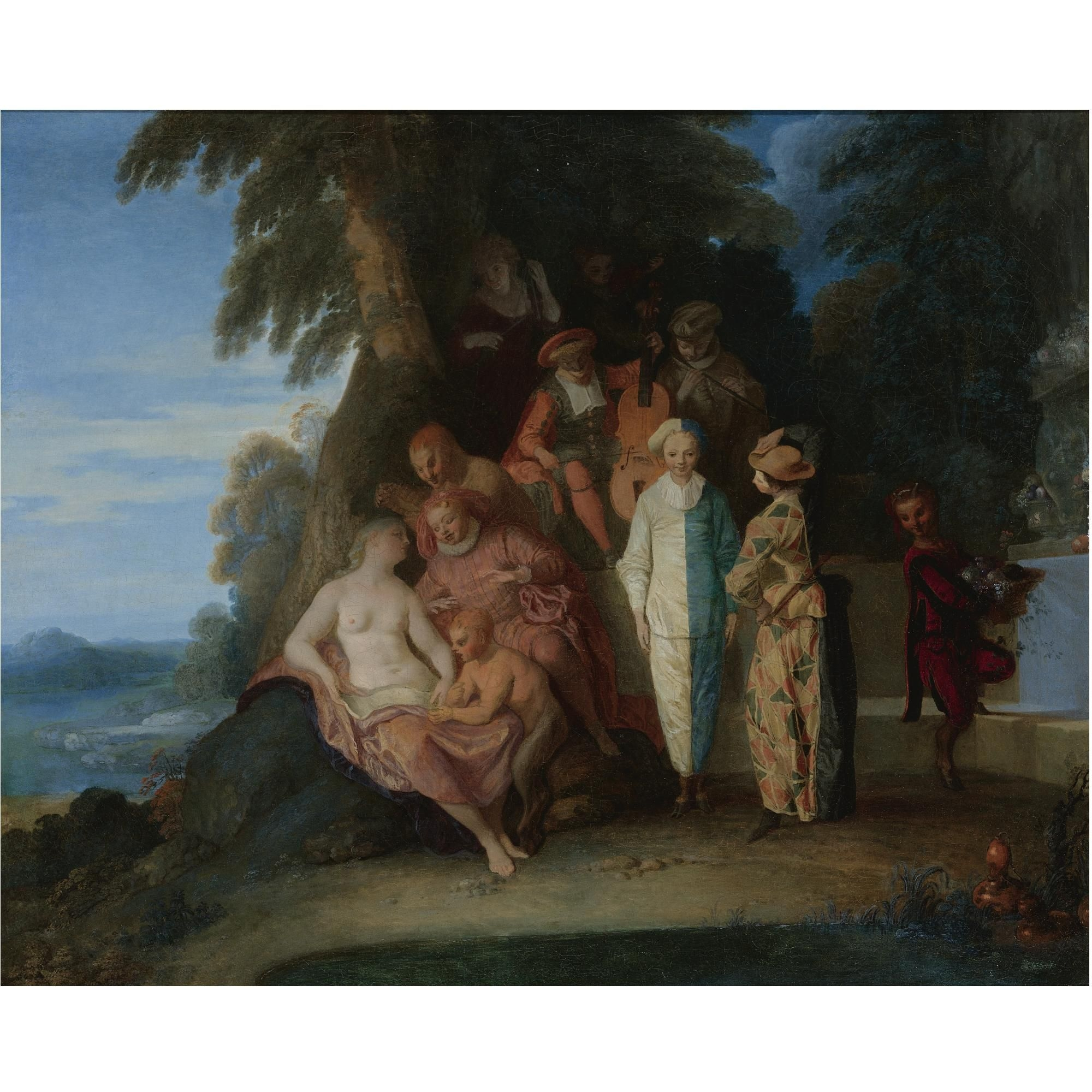
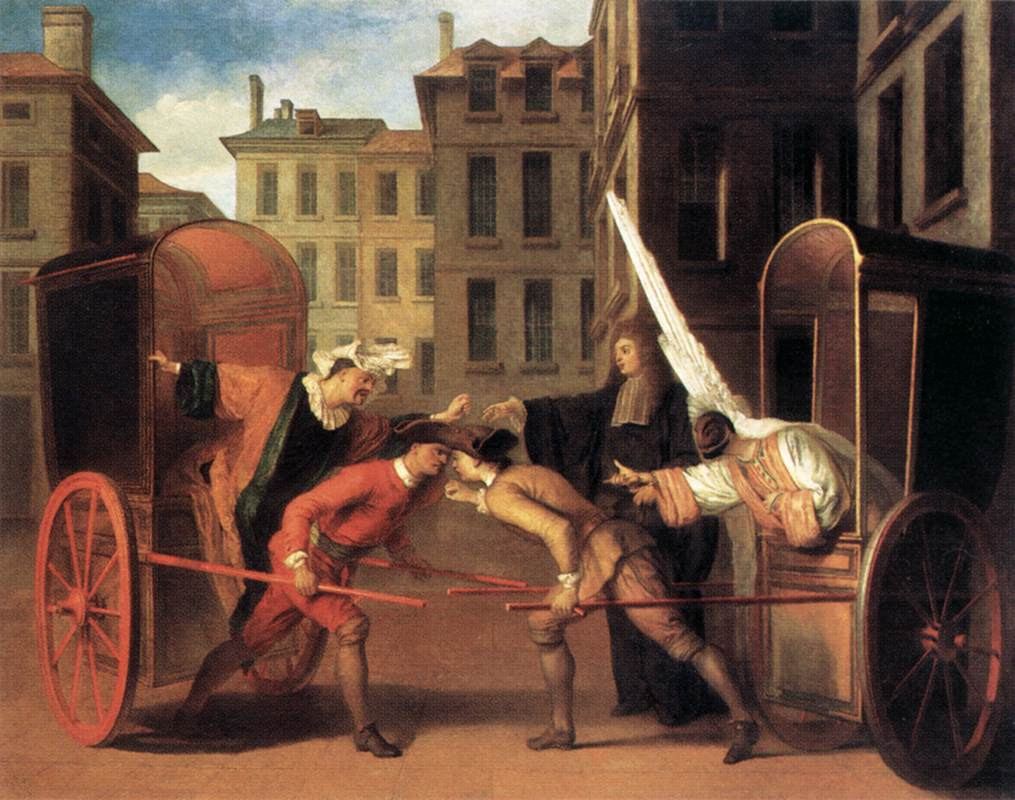
『車夫の争い』(c.1710)
イタリア喜劇の場面
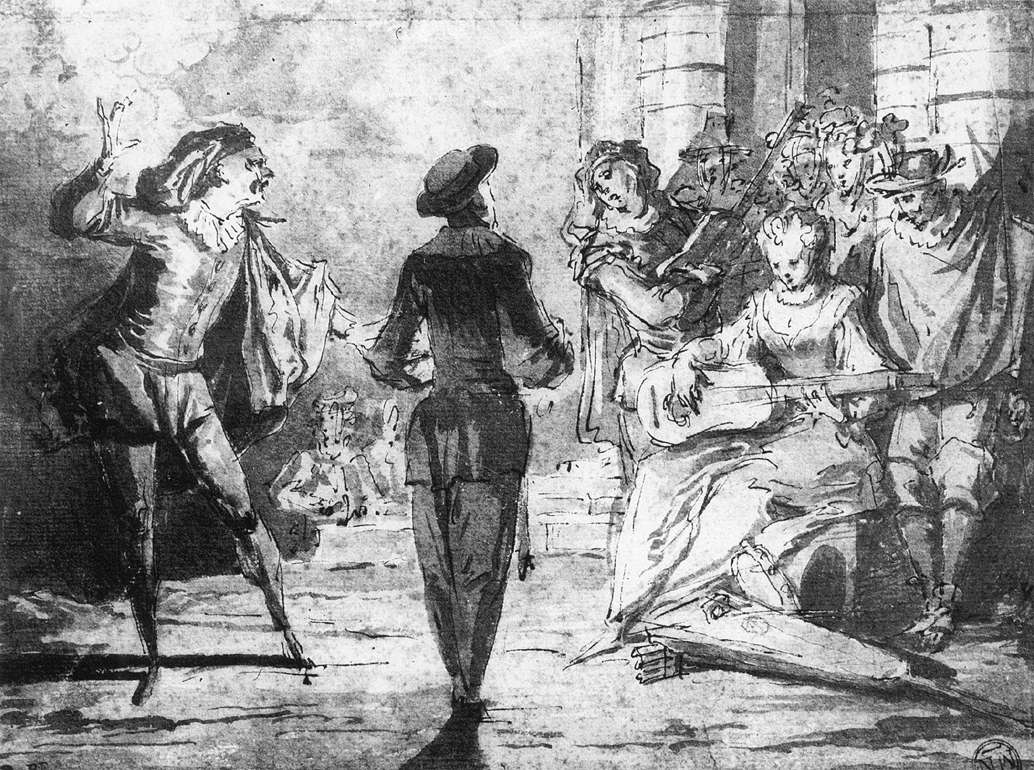